# Zuidereilandpiopio
De zuidereilandpiopio (Turnagra capensis) is een uitgestorven zangvogel uit de familie Oriolidae (wielewalen en vijgvogels). De vogel werd in 1787 door de Zweedse natuuronderzoeker Anders Sparrman beschreven.

## Kenmerken
Van de vogel bestaan fraaie illustraties zoals die van John Gerrard Keulemans. De vogel is dankzij in 2012 gepubliceerd DNA-onderzoek aan balgen geplaatst in de familie van de wielewalen en vijgvogels. Voor die tijd is de vogel op niet altijd duidelijke gronden ingedeeld geweest bij onderling zeer verschillende families zoals de Callaeidae, Cracticidae, Pachycephalidae, Ptilonorhynchidae en Turdidae.

## Verspreiding en leefgebied
Deze uitgestorven soort was endemisch op het Zuidereiland in Nieuw-Zeeland en telde twee ondersoorten:
- Turnagra capensis capensis: Zuidereiland.
- Turnagra capensis minor: Stephens Island

De ondersoort van het Zuidereiland was voor 1880 een veel voorkomende bosvogel die op de bosbodem foerageerde. In de jaren tachtig van de negentiende eeuw gingen de populatie-aantallen snel achteruit. In 1905 werd de laatste bevestigde waarneming gedaan. Met grote tussenpozen waren er tot 1963 onbevestigde waarnemingen. De ondersoort van Stephenseiland werd in 1894 nog bij honderden gezien, maar na 1897 was er geen enkele waarneming meer.

## Status
De vogels zijn waarschijnlijk uitgestorven door de introductie van ratten (Rattus rattus), maar waarschijnlijk ook door habitatverlies door grootschalige ontbossingen.